# Altdorf (podobóz KL Auschwitz)
Altdorf – niewielki podobóz niemieckiego obozu koncentracyjnego Auschwitz-Birkenau zlokalizowany w Starej Wsi koło Pszczyny.
Istniał od listopada 1942 do kwietnia 1943. Obóz znajdował się w piwnicach jednego budynku w centrum wsi, znajdowały się w nim dwa pomieszczenia: kuchnia oraz pomieszczenie z piętrowymi łóżkami. Podczas nocy więźniowie byli zamykani na klucz. Praca więźniów polegała na wyrębie drzew w okolicznych lasach i na zakładaniu leśnych szkółek.